# 皮索奇基
50°20′29″N 33°26′9″E / 50.34139°N 33.43583°E
皮索奇基（烏克蘭語：Пісочки），是烏克蘭中部的村莊，隸屬波爾塔瓦州的米爾霍羅德區。該村處於蘇拉河畔，距離利斯基1公里，始建於1649年，面積3.9平方公里，海拔高度105米，2001年人口168。